# Xysticus laticeps
Xysticus laticeps là một loài nhện trong họ Thomisidae.
Loài này thuộc chi Xysticus. Xysticus laticeps được Elizabeth Bangs Bryant miêu tả năm 1933.